# Selambina falsa
Selambina falsa är en fjärilsart som beskrevs av Köhler 1979. Selambina falsa ingår i släktet Selambina och familjen nattflyn. Inga underarter finns listade.